# 德克萨斯心跳法案
德克萨斯州心跳法案（英語：Texas Heartbeat Act） 是美國德克萨斯州立法机关通過的一项法案。它于2021年3月11日作为德克薩斯州参议院第8号法案（SB 8）和得克薩斯州众议院第1515号法案（HB 1515）提出，並于2021年5月19日签署成为法律，2021年9月1日生效。该项法案并不禁止妇女堕胎，也不會使墮胎婦女受任何懲戒，但將協助墮胎定為違法行為，規定公众可以起诉違法幫助怀孕超过六周的妇女堕胎的人、組織或機構，並可要求被告赔偿至少10,000美元。自德克萨斯心跳法案实施以来，德克萨斯州周边的俄克拉荷马州堕胎人数增长133%，新墨西哥州堕胎人数增长67%。
2021年9月2日，美国联邦最高法院以5：4的结果拒绝废除德克萨斯心跳法案。9月10日，美国司法部就德克萨斯心跳法案提起民事诉讼。10月6日，德克萨斯州联邦地区法院下令暂停德克萨斯心跳法案。2021年10月8日，美国第五巡回上诉法院又下令暂缓执行德克萨斯州联邦地区法院的命令，德克萨斯心跳法案得以繼續生效。